# کونگ-دونگ
کونگ-دونگ (به لاتین: Kunu-dong) یک منطقهٔ مسکونی در کره شمالی است که در استان پیونگان جنوبی واقع شده‌است.